# Wustrow (Wendland)
 For alternative betydninger, se Wustrow. (Se også artikler, som begynder med Wustrow)
Wustrow (Wendland) er en by og kommune i Landkreis Lüchow-Dannenberg i Niedersachsen.
Kommunen, der har omkring 3.000 indbyggere, grænser op til Sachsen-Anhalt (Salzwedel kommune i Altmarkkreis Salzwedel).